# Zalaapáti, Zala
Zalaapáti  este un sat în districtul Keszthely, județul Zala, Ungaria, având o populație de 1.645 de locuitori (2011). 

## Demografie
Componența etnică a satului Zalaapáti
     Maghiari (92,43%)
     Romi (3,68%)
     Germani (2,69%)
     Necunoscut (0,71%)
     Români (0,5%)
     Alții (0,71%)
Componența confesională a satului Zalaapáti
     Romano-catolici (64,5%)
     Fără religie (6,99%)
     Reformați (1,64%)
     Necunoscută (25,41%)
     Alte religii (1,76%)
Conform recensământului din 2011, satul Zalaapáti avea 1.645 de locuitori. Din punct de vedere etnic, majoritatea locuitorilor (92,43%) erau maghiari, existând și minorități de romi (3,68%) și germani (2,69%). Apartenența etnică nu este cunoscută în cazul a 0,71% din locuitori.  Din punct de vedere confesional, majoritatea locuitorilor (64,5%) erau romano-catolici, existând și minorități de persoane fără religie (6,99%) și reformați (1,64%). Pentru 25,41% din locuitori nu este cunoscută apartenența confesională.